# دالبرگ-وندلشتورف
دالبرگ-وندلشتورف (به آلمانی: Dalberg-Wendelstorf) یک شهر در آلمان است که در نوردوست‌مکلنبورگ واقع شده‌است. دالبرگ-وندلشتورف ۵۷۱ نفر جمعیت دارد.